# Pseudalosterna cuneata
Pseudalosterna cuneata är en skalbaggsart som beskrevs av Holzschuh 1999. Pseudalosterna cuneata ingår i släktet Pseudalosterna och familjen långhorningar. Inga underarter finns listade i Catalogue of Life.